# The Boy Is Mine (álbum)
The Boy Is Mine é o segundo álbum de estúdio da cantora norte-americana Monica. Foi lançado pela Arista Records em 14 de julho de 1998, nos Estados Unidos. O álbum desviou-se da fórmula de seu álbum de estreia, Miss Thang (1995), pois ela tinha mais controle criativo sobre o material que gravou; um passo que ela considerou uma "progressão natural". No álbum, Monica trabalhou com uma variedade de produtores e escritores de diferentes gêneros, como gospel, R&B e hip hop, incluindo seus colaboradores frequentes Dallas Austin, Colin Wolfe e Daryl Simmons. Os produtores adicionais incluíram David Foster, Diane Warren, Jermaine Dupri e Rodney Jerkins e sua equipe Darkchild, alguns dos quais se tornariam nomes conhecidos em álbuns subsequentes.
Após o lançamento, The Boy Is Mine recebeu avaliações geralmente positivas dos críticos de música contemporânea, que apreciaram a qualidade da produção do álbum e elogiaram o desempenho vocal geral de Monica. O álbum estreou na oitava posição na Billboard 200 e na segunda posição no Top R&B Albums em agosto de 1998. Eventualmente, foi certificado com platina tripla pela Recording Industry Association of America (RIAA), denotando remessas de mais de três milhões de cópias no país. Seu álbum mas bem sucedido internacionalmente até o momento, tornou-se um sucesso moderado fora dos Estados Unidos, chegando ao top 20 na França, Japão, Holanda, Nova Zelândia, e Suíça.
Cinco singles comerciais foram lançados do álbum. O single principal "The Boy Is Mine", um dueto com a cantora Brandy, tornou-se a música mais vendida do ano nos Estados Unidos, passando 13 semanas no topo da Billboard Hot 100, enquanto também alcançou o primeiro lugar no Canadá, o Holanda e Nova Zelândia. "The First Night" e "Angel of Mine", lançados como segundo e terceiro singles do álbum, respectivamente, também alcançaram o topo da Billboard Hot 100. The Boy Is Mine também gerou "Street Symphony" e os singles internacionais "Inside" e "Right Here Waiting", além de conter o single "For You I Will", da trilha sonora de Space Jam (1996).

## Antecedentes
Depois que Monica assinou um contrato com a Rowdy Records, seu primeiro álbum, Miss Thang, foi lançado em julho de 1995, vendendo cerca de um milhão e meio de cópias apenas nos Estados Unidos. Produziu três singles de grande sucesso, incluindo o single de estreia "Don't Take It Personal (Just One of Dem Days)" e "Before You Walk Out of My Life", ambos os quais fizeram de Monica a artista mais jovem a ter duas canção que alcançaram, consecutivamente, o topo da parada Hot R&B Singles da Billboard. Miss Thang rendeu a Monica quatro indicações ao Soul Train Music Award, bem como indicações ao Lady of Soul, NAACP Image Awards, Billboard Music Awards e American Music Awards. Depois de uma transição da Rowdy Records para a gravadora Arista, de Clive Davis, empresa-mãe de Rowdy, o sucesso mainstream de Monica foi impulsionado quando "For You I Will", escrita por Diane Warren, da trilha sonora de Space Jam (1996), se tornou seu próximo hit a alcançar o top 10 nos Estados Unidos.
Após o sucesso de sua estreia, Monica entrou nos estúdios de gravação em 1997 para começar a trabalhar em seu segundo álbum. Mais uma vez, ela trabalhou em estreita colaboração com Dallas Austin na maior parte do álbum, que dividiu os créditos de produtor executivo com Davis em The Boy Is Mine. "Muito pessoalmente envolvido" com o projeto, Davis consultou produtores adicionais para trabalhar com a cantora, incluindo David Foster e Jermaine Dupri, o último dos quais se tornaria um colaborador frequente em seus projetos subsequentes. Ele também alinhou Monica com várias canções de Diane Warren. Afastando-se do material de sua estreia, Monica considerou o álbum uma progressão natural: "Eu tinha 13 anos na época; os temas não eram tão maduros", disse ela. "Estou tentando retratar uma jovem mulher mais assertiva [...] Tenho 17 anos agora; minhas letras não são sexualmente explícitas, mas são sobre amor e estar apaixonada". Enquanto ela supostamente co-escreveu várias faixas para o álbum, nenhuma delas fez o corte final.

## Promoção
Em 9 de julho de 1998, uma festa para ouvir o álbum foi realizada em Los Angeles; outra festa de escuta foi agendada na cidade de Nova York em uma data posterior. Ambas as festas de escuta foram transmitidas ao vivo via cybercast no site da Arista Records. A Arista Records também planejou bate-papos na Internet, bem como concursos online para fãs. A gravadora também planejou uma turnê promocional internacional para Monica. Monica também apareceu em talk shows noturnos como The Tonight Show with Jay Leno, Vibe e programas matinais como Good Day Atlanta. Em meados de junho, ela gravou o vídeo de seu segundo single "The First Night", e foi veiculado em redes de videoclipes como BET, MTV e The Box. Após o lançamento do álbum, Monica fez aparições em lojas e também fez uma turnê promocional de rádio. Anúncios de rádio foram reproduzidos com anúncios sobre os concursos "ganhe antes de comprar". Os itens que foram dados no concurso incluíram pôsteres, flats, broches, panfletos e serpentinas. Uma campanha promocional de volta às aulas com Mônica nas capas dos livros também foi lançada.
Em 7 de julho de 1998, Monica apareceu no Live with Regis and Kathie Lee. Em 21 de agosto, ela apareceu no CBS This Morning. Em 28 de agosto, Monica se apresentou no The View. No dia seguinte, ela fez uma aparição no All-Star Jam inaugural da KMEL em Mountain View, Califórnia, no Shoreline Amphitheatre. Em setembro, ela se apresentou no Soul Train Lady of Soul Awards, seguido por uma apresentação ao vivo pela primeira vez de "The Boy Is Mine" com Brandy na 15º edição anual do MTV Video Music Awards. Em 5 de outubro de 1998, Monica cantou "The First Night" no Motown Live, e também cantou um dueto com Mary J. Blige durante o show. Em 11 de outubro, Monica se apresentou na 4º edição do International Achievement in Arts Awards. Também em outubro, a MTV News informou que Monica iria participar de vários desfiles de moda para a House of Chanel e Karl Lagerfeld em Paris. Em 10 de novembro de 1998, ela cantou "The First Night" no The Tonight Show com Jay Leno. Em 15 de dezembro de 1998, Monica foi ao The Rosie O'Donnell Show; três dias depois ela apareceu no Good Morning America.
Em janeiro de 1999, a MTV News informou que Monica estava planejando uma possível turnê conjunta com R. Kelly, mas nenhuma outra notícia foi mencionada sobre essa turnê. No mesmo mês, ela se apresentou no programa de comédia de esquetes da Nickelodeon, All That. Em 5 de fevereiro, ela cantou "Angel of Mine" no Late Show with David Letterman. Em março de 1999, Monica co-apresentou e performou no Soul Train Awards, que foi realizado no Shrine Auditorium em Los Angeles. Também em março ela cantou "Angel of Mine" no The Tonight Show com Jay Leno. Em 23 de abril de 1999, foi anunciado que Monica faria parte do primeiro All That Music & More Fest anual da Nickelodeon com 98 Degrees, Tatyana Ali e outros. A turnê começou em 17 de junho em Indianápolis e terminou em 21 de agosto em Washington, D.C. No meio do festival, Monica fez parceria com a Fundação Make-A-Wish para criar festas de patinação. Também em abril de 1999, foi anunciado que Monica se apresentaria em datas selecionadas durante a terceira e última rodada da turnê Lilith Fair. Em maio de 1999, uma cerimônia especial foi realizada para Monica em sua cidade natal, Atlanta, na qual ela foi homenageada com o Prêmio Phoenix. Em 30 de agosto de 1999, ela fez mais uma aparição no The Tonight Show com Jay Leno, interpretando "Street Symphony". Em setembro de 1999, Monica co-apresentou e performou no Soul Train Lady of Soul Awards. Em novembro de 1999, foi anunciado que Monica junto com NSYNC, Wyclef Jean e Destiny's Child se apresentariam no Beacon Theatre para um concerto de conscientização sobre HIV/AIDS organizado pela Life Beat.

## Singles
The Boy Is Mine produziu vários singles. Seu lançamento foi precedido pelo primeiro single de mesmo nome, um dueto com a cantora de Brandy, que foi lançado em 19 de maio de 1998. A colaboração recebeu avaliações favoráveis de críticos de música contemporânea e se tornou o primeiro canção número um de ambas as artistas, tanto nos Estados Unidos quanto internacionalmente. A canção serviu como primeiro single tanto para The Boy Is Mine quanto para o segundo álbum de Brandy, Never Say Never (1998). Explorando a presunção da mídia de uma rivalidade entre as duas jovens cantoras, "The Boy Is Mine" se tornou a música mais vendida do ano nos Estados Unidos, passando 13 semanas no topo da Billboard Hot 100. Internacionalmente, o single também teve forte sucesso, alcançando o primeiro lugar no Canadá, Holanda e Nova Zelândia, alcançando o top cinco na maioria das outras paradas em que apareceu. Recebeu o prêmio do Grammy de Melhor Performance de R&B por um Duo ou Grupo e recebeu indicações para os prêmios de Gravação do Ano e Melhor Canção de R&B em 1999. No Billboard Music Awards, a canção ganhou em três categorias.
"The First Night", produzida por Dupri, foi lançada como o segundo single do álbum, sendo enviado às rádios uma semana antes do lançamento do álbum e lançado fisicamente em 28 de julho de 1998. Outro sucesso comercial, tornou-se seu segundo número um na Billboard Hot 100 por seis semanas consecutivas. Permaneceu entre os quarenta primeiros por 20 semanas e foi classificado em 18º lugar nas paradas de final de ano da Billboard Hot 100 em 1998. Fora dos Estados Unidos, "The First Night" alcançou o top dez no Canadá e no Reino Unido. "Angel of Mine", uma versão cover do single de sucesso do trio britânico de R&B, Eternal, em 1997, foi lançado como o terceiro single do álbum em 9 de novembro de 1998. A balada se tornou a terceiro canção de Monica a alcançar o topo da Hot 100, permanecendo no topo por quatro semanas consecutivas nos Estados Unidos, e terminou em terceiro lugar na parada de final de ano da Billboard em 1999, tornando Monica a única artista a ficar entre os dez primeiros no final do ano em ambos de 1998 a 1999. Embora a música tenha tido menos sucesso em territórios onde a versão de Eternal alcançou as paradas no ano anterior, a versão de Monica alcançou o segundo lugar no Canadá e alcançou o top 20 da parada de singles australiana.
"Inside", servindo como o quarto single do álbum, foi lançado apenas na Europa em 5 de abril de 1999, mas falhou nas paradas. Um quinto single, "Street Symphony", foi lançado nos Estados Unidos como o quarto single em 31 de maio de 1999, apresentando fundo orquestral na música executada pela Orquestra Sinfônica de Atlanta. Alcançou a posição 50 na parada Hot R&B/Hip-Hop Singles & Tracks. A versão de Monica do single "Right Here Waiting" (1989) de Richard Marx, um dueto com a boy band 112 , também recebeu um lançamento promocional em 1999. O single foi lançado apenas como um formato de vinil limitado sem vídeo promocional, mas alcançou a posição número um na Bubbling Under R&B/Hip-Hop Singles da Billboard . Da mesma forma, "Gone Be Fine", uma colaboração com OutKast, alcançou o número cinco na Bubbling Under R&B/Hip-Hop Singles.

## Recepção da crítica
| Críticas profissionais | Críticas profissionais |
| Avaliações da crítica  | Avaliações da crítica  |
| Fonte                  | Avaliação              |
| ---------------------- | ---------------------- |
| AllMusic               | [ 44 ]                 |
| Entertainment Weekly   | C+                     |
| Los Angeles Times      | [ 46 ]                 |
| Rolling Stone          | [ 47 ]                 |
| Vibe                   | (positiva)             |

Após seu lançamento, The Boy Is Mine recebeu avaliações geralmente mistas de críticos de música contemporânea, muitos dos quais gostaram das baladas e do som clássico do álbum, elogiando Monica por sua performance vocal. Stephen Thomas Erlewine do AllMusic deu ao álbum quatro de cinco estrelas, elogiando o álbum como um todo, afirmando que é "tão bom quanto o R&B urbano mainstream consegue ser em 1998". Ele sentiu que The Boy Is Mine comprometia "um lote melhor e mais consistente de canções" quando em comparação com seu álbum de estreia Miss Thang, liderado por produções de Dallas Austin as quais "não apenas dá a suas canções cenários musicais imaculadamente elaborados - ambas baladas e números de dança acelerados soam irresistíveis - mas ajuda a cultivar sua voz para que ela pareça mais madura do que seus 17 anos". Paul Verna da Billboard deu ao álbum uma crítica mista. Embora ele pensasse que as baladas do álbum mostravam a maturidade e o alcance vocal de Monica, ele sentiu que o material não tinha a mesma "mordida" e "atitude" das canções de seu álbum de estreia. Connie Johnson, escrevendo para o Los Angeles Times avaliou o álbum com três e meia de quatro estrelas possíveis. Depois de compará-la a Brandy, ela achou que Monica "realmente tem mais em comum com as colegas de gravadora Whitney Houston e Toni Braxton. Como elas, ela é um talento da liga principal que sabe que é preciso mais do que uma voz excelente e memorável para rebater a bola para fora do parque - e é um prazer recomendar alguém com esse tipo de conhecimento profissional".
Natasha Stovall, da Rolling Stone, deu a The Boy Is Mine uma crítica mista, descrevendo-o como "um caminho mais clássico, com a ajuda da mão legal do produtor Dallas Austin". Ela achou que as canções "remetem ao passado de atos do hip-hop como Mary J. Blige e adultas contemporâneas como Toni Braxton para algum lugar mais próximo da fonte do soul". Elogiando seus vocais, Stovall comentou que "Monica usa sua voz melosa e digna de uma igreja para elevar suas melodias radiofônicas - e, esperançosamente, o resto do R&B contemporâneo - a um plano superior". A Entertainment Weekly criticou a quantidade de "baladas mid-tempo sobre o amor perdido", mas foi positiva em relação às outras canções do álbum, escrevendo que "muito deste disco movido a groove, como a produzida por Jermaine Dupri, "The First Night", deve manter viva sua onda de rádio. Pepitas transcendentes como "Street Symphony" mostram seus vocais voluptuosos". Geralmente positiva em relação a The Boy Is Mine, a revista Vibe sentiu que "não mais sobrecarregada pela juventude extrema que tornava alguns dos momentos mais sensuais de Miss Thang vagamente embaraçosos, Monica abraça a feminilidade com toda a força de seu contralto rouco e ressonante e pós-adolescente florescente libido".
Em 2007, The Boy Is Mine foi incluído na lista dos "1000 Álbuns Para Ouvir Antes de Morrer" da publicação britânica The Guardian. A publicação enalteceu o álbum e descreveu-o com um modelo para o "soul do século XXI".

## Desempenho comercial
The Boy Is Mine estreou e alcançou a oitava posição na Billboard 200, com vendas de 91.000 cópias na primeira semana; abrindo com quase três vezes mais unidades do que seu álbum de estreia em 1995. Isso marcou sua primeira entrada no top dez na parada, bem como seu primeiro álbum a alcançar o top três na parada de álbuns de R&B da Billboard, estreando em segundo lugar, atrás de N.O.R.E (1998) de Noreaga. O álbum vendeu cerca de 526.000 cópias durante os primeiros dois meses de seu lançamento, e 860.000 cópias até o final de dezembro de 1998. Em janeiro de 1999, o álbum foi classificado como o 76º álbum mais vendido de 1998, com vendas de 1.1 milhão de cópias vendidas. Em março de 2002, o álbum havia vendido 1.96 milhão de cópias, e 2.016.000 cópias em agosto de 2010, de acordo com a Billboard. Em junho de 2000, The Boy Is Mine foi certificado com platina tripla pela Recording Industry Association of America (RIAA), pelas mais de três milhões de cópias vendidas nos Estados Unidos.
No Canadá, o álbum estreou na parada de álbuns/CDs da RPM no número onze, na edição de 3 de agosto de 1998. Oito semanas depois, na data de 28 de setembro de 1998, o álbum atingiu seu pico no décimo lugar. No geral, o álbum passou um total de 49 semanas consecutivas na parada Top Albums/CDs. Até o momento, o álbum é certificado com platina tripla pela Music Canada, por denotar mais de 300.000 unidades vendidas. No Japão, The Boy Is Mine estreou no número 69 na parada oficial da Oricon. Em outros lugares, o álbum se tornou um sucesso no top 20 na maioria das paradas em que apareceu, alcançando a posição 13 na parada de álbuns holandesa, a posição 17 na parada de álbuns da Nova Zelândia, a posição 19 na parada de álbuns suíça e a posição 20 na parada francesa. Também alcançou sucesso na Austrália, Alemanha, Suécia e Reino Unido. No Reino Unido, The Boy Is Mine foi certificado como prata pelo BPI em 22 de julho de 2013, para embarques de 60.000 cópias.

## Lista de faixas
| The Boy Is Mine — Edição padrão |                                         |                                                                             |                          |         |  |
| N.º                             | Título                                  | Compositor(es)                                                              | Produtor(es)             | Duração |  |
| 1.                              | "Street Symphony"                       | Dallas Austin                                                               | Austin                   | 5:36    |  |
| 2.                              | "The Boy Is Mine" (dueto com Brandy)    | Brandy Norwood Rodney Jerkins Japhe Tejeda Fred Jerkins III LaShawn Daniels | Darkchild Austin Norwood | 4:50    |  |
| 3.                              | "Ring da Bell"                          | Austin                                                                      | Austin                   | 4:23    |  |
| 4.                              | "The First Night"                       | Jermaine Dupri Tamara Savage Marilyn McLeod Pam Sawyer                      | Dupri                    | 3:55    |  |
| 5.                              | "Misty Blue"                            | Bobby Montgomery                                                            | Austin Colin Wolfe       | 4:21    |  |
| 6.                              | "Angel of Mine"                         | Rhett Lawrence Travon Potts                                                 | Darkchild                | 4:10    |  |
| 7.                              | "Gone Be Fine" (com part. de OutKast)   | Austin Andre Benjamin                                                       | Austin                   | 4:17    |  |
| 8.                              | "Inside"                                | Diane Warren                                                                | David Foster             | 4:11    |  |
| 9.                              | "Take Him Back"                         | Austin Sting                                                                | Austin Leslie Brathwaite | 4:27    |  |
| 10.                             | "Right Here Waiting" (com part. de 112) | Richard Marx                                                                | Foster Tony Maserati [A] | 4:29    |  |
| 11.                             | "Cross the Room"                        | Austin Bill Curtis Debra Killings                                           | Austin                   | 3:51    |  |
| 12.                             | "I Keep It to Myself"                   | Danny Sembello Marti Sharron                                                | Daryl Simmons            | 4:25    |  |
| 13.                             | "For You I Will"                        | Warren                                                                      | Foster                   | 4:54    |  |

| The Boy Is Mine — Edição japonesa (faixas bônus) |                                   |                        |         |  |
| N.º                                              | Título                            | Producer(s)            | Duração |  |
| 14.                                              | "The First Night" (So So Def Mix) | Dupri Carl So-Lowe [B] | 4:10    |  |
| 15.                                              | "The First Night" (Razor N. Mix)  | Dupri Razor N. [B]     | 3:55    |  |

Notas
- ↑[A]  denota um co-produtor
- ↑[B]  denota um produtor adicional

Créditos de samples
- "The First Night" contém sample de "Love Hangover" (1976) de Diana Ross.
- "Take Him Back" contém sample de "Shape of My Heart" (1993) de Sting.
- "Cross the Room" contém sample de "I Like Girls" (1980) de The Fatback Band.
- "Angel of Mine" é um cover da canção original (1997) de Eternal.
- "Misty Blue" é um cover da canção original (1976) de Dorothy Moore.
- "Right Here Waiting" é um cover da canção original (1989) de Richard Marx.

## Tabelas musicais

### Tabelas semanais
| Tabela musical (1998)                               | Melhor posição |
| --------------------------------------------------- | -------------- |
| Alemanha (Offizielle Top 100)                       | 34             |
| Austrália (ARIA)                                    | 37             |
| Canadá - Top Albums/CDs (RPM)                       | 10             |
| Estados Unidos (Billboard 200)                      | 8              |
| Estados Unidos - Top R&B/Hip-Hop Albums (Billboard) | 2              |
| França (SNEP)                                       | 20             |
| Japão (Oricon)                                      | 69             |
| Nova Zelândia (RMNZ)                                | 17             |
| Países Baixos (Album Top 100)                       | 13             |
| Reino Unido - UK Albums (OCC)                       | 52             |
| Reino Unido - UK R&B Albums (OCC)                   | 6              |
| Suécia (Sverigetopplistan)                          | 49             |
| Suíça (Schweizer Hitparade)                         | 19             |
| União Europeia (European Top 100 Albums)            | 47             |

### Tabelas de fim de ano
| Tabela musical (1998)                               | Melhor posição |
| --------------------------------------------------- | -------------- |
| Canadá - Top Albums/CDs (RPM)                       | 42             |
| Estados Unidos (Billboard 200)                      | 95             |
| Estados Unidos - Top R&B/Hip-Hop Albums (Billboard) | 49             |

| Tabela musical (1999)                               | Melhor posição |
| --------------------------------------------------- | -------------- |
| Estados Unidos (Billboard 200)                      | 83             |
| Estados Unidos - Top R&B/Hip-Hop Albums (Billboard) | 64             |

## Certificações
| Região                | Certificação | Unidades/vendas |
| --------------------- | ------------ | --------------- |
| Canadá (Music Canada) | 3× Platina   | 300.000         |
| Estados Unidos (RIAA) | 3× Platina   | 3.000.000       |
| França (SNEP)         | Ouro         | 100.000         |
| Japão (RIAJ)          | Ouro         | 100.000         |
| Reino Unido (BPI)     | Prata        | 60.000          |